# Burg Tannenberg (Nentershausen)
Die Burg Tannenberg, oft auch Tannenburg genannt, ist eine Spornburg auf einem Sporn des Herzberges, oberhalb von Nentershausen im Richelsdorfer Gebirge, im Nordosten von Hessen. Die Burg liegt auf 351 m ü. NN nur etwa einen Kilometer östlich von Nentershausen.

## Beschreibung
Die Burg wurde im 14. Jahrhundert an der Stelle einer älteren Befestigung errichtet, die laut einer alten Hersfelder Urkunde „seit Olims Zeiten verlassen“ gewesen sein soll.
Ein Vorgängerbau der Tannenburg stand auf der „alten Kuppe“, wo man noch Wallgräben einer früheren Befestigung erkennen kann. Alt-Tannenburg bestand vermutlich noch längere Zeit neben dem Neubau weiter, jedoch wurden Steine für den Bau der neuen Burg verwendet.

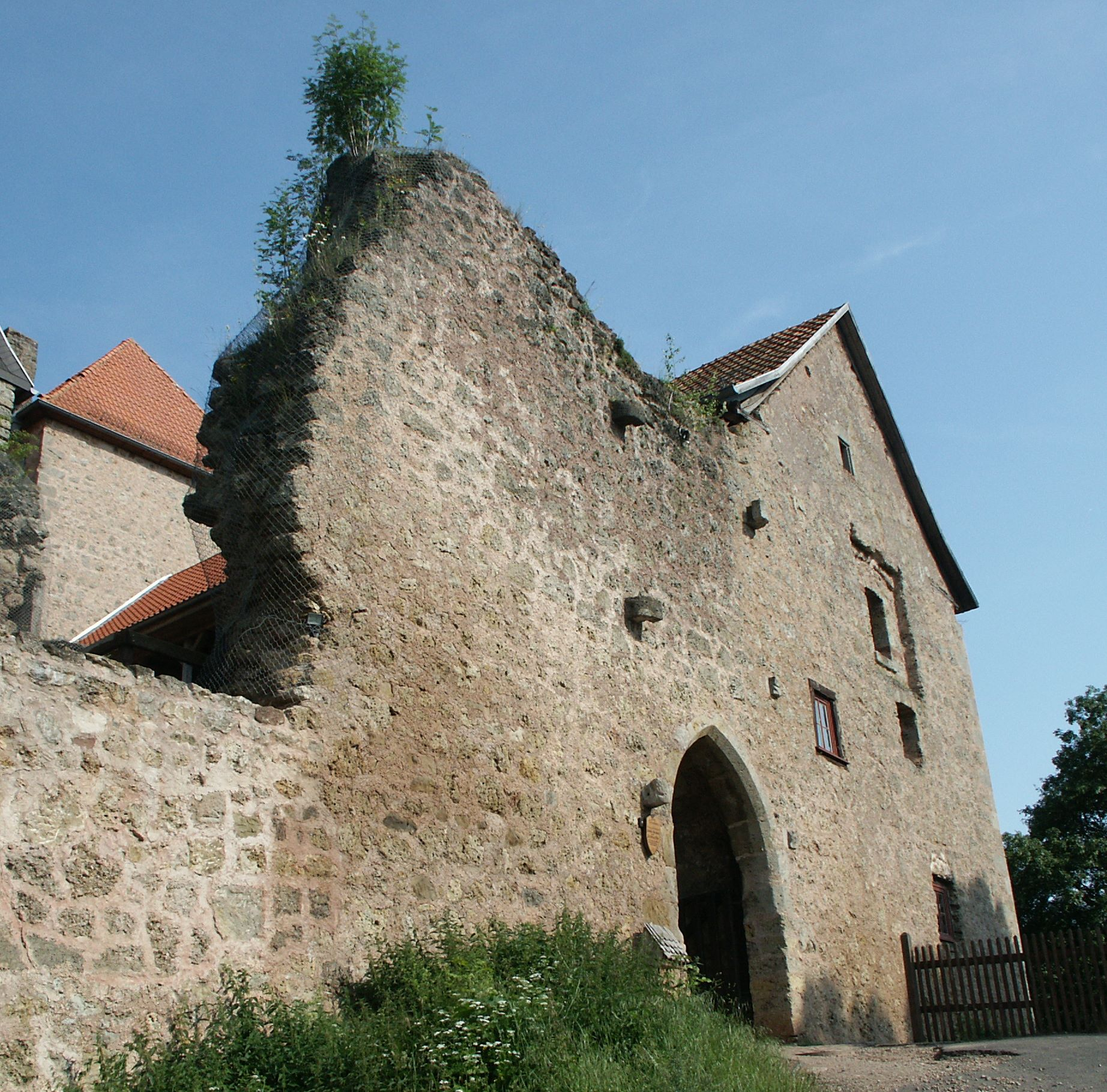
Westansicht der Burg

Die Gesamtanlage hat die Grundform eines langgestreckten Rechtecks mit etwa 50 m Länge und 25 m Breite. Die Burg wurde aus Tuffstein errichtet. Im Westen befindet sich der Eingang zur Kernburg. Aufgrund der Steinführungen an der Außenwand über dem Eingangstor vermutet man, dass es dort im Mittelalter ein Falltor gab. Vor dem heutigen Eingangstor befand sich bis 1400 noch die Vorburg, die das in alten Urkunden als „Erbestein“ erwähnte Hauptverteidigungswerk sein könnten.
Im Jahr 2006 wurde die westliche Zwingermauer saniert. Bei den Arbeiten wurden auch die Fundamente des Torhauses freigelegt, mitsamt einer Schießscharte auf heutigem Kellerniveau.
Der Burghof zieht sich vom Eingang wie eine Straße durch die Anlage und trennt die Gebäude der nördlichen und der südlichen Seite voneinander.

### Gebäude auf der nördlichen Burgseite

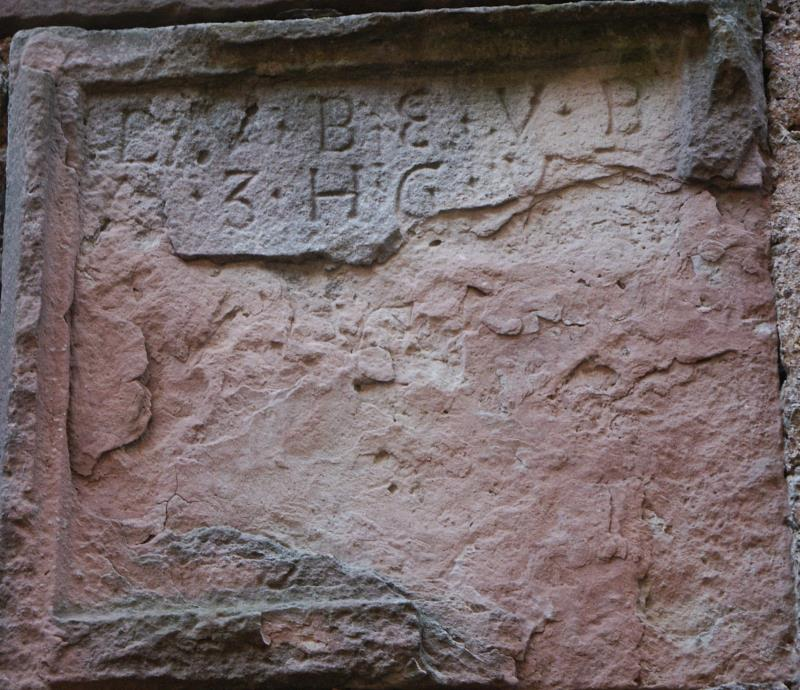
Initialen auf dem Wappenstein über dem Hoftor der „Neuen Kemenate“

Gleich links neben dem Eingang stand das älteste Haus, das „Steinerne Haus“ von Ludwig I. von Baumbach, das in den Urkunden „alte Kemenate“ genannt wurde. Hier, an der nordwestlichen Ecke der Burg, war die zwei Meter dicke Ringmauer vollständig eingefallen. Erst im Jahr 2001 wurde sie wieder neu aufgemauert, um die Burg nach außen hin zu schließen. Im Osten der Burg ist diese Umfassungsmauer noch etwa acht Meter hoch.
In der gleichen Flucht steht ein dreistöckiges Haus. Seine Grundmauern sind nicht viel jünger als die der „alten Kemenate“ Es wurde unter Ludwig VII. von Baumbach († 1552), hessen-kasselischer Geheimrat und Hofmarschall, umgebaut und unter Ewald von Baumbach († 1575), kurmainzischer Geheimrat und Komitialgesandter, im Jahre 1545 vollendet. Ein weitgehend verwitterter Wappenstein aus Buntsandstein über dem Portal dieses Hauses, auf dem noch die Initialen L.V.B.E.V.B lesbar sind, verweist auf diese zwei Burgherren (eine weitere Initiale auf dem Stein ist M.Z.H.G.V., die Wappen darunter sind vollständig verwittert). In diesem Gebäude war im Erdgeschoss der Marstall und in den oberen Stockwerken waren Wohnräume. In der östlichen Außenwand dieses Gebäudes kann man noch die eingemauerten Holzpfähle erkennen, die das Gerüst trugen, als das Haus in die Höhe gebaut wurde.

### Wohnturm auf der südlichen Burgseite

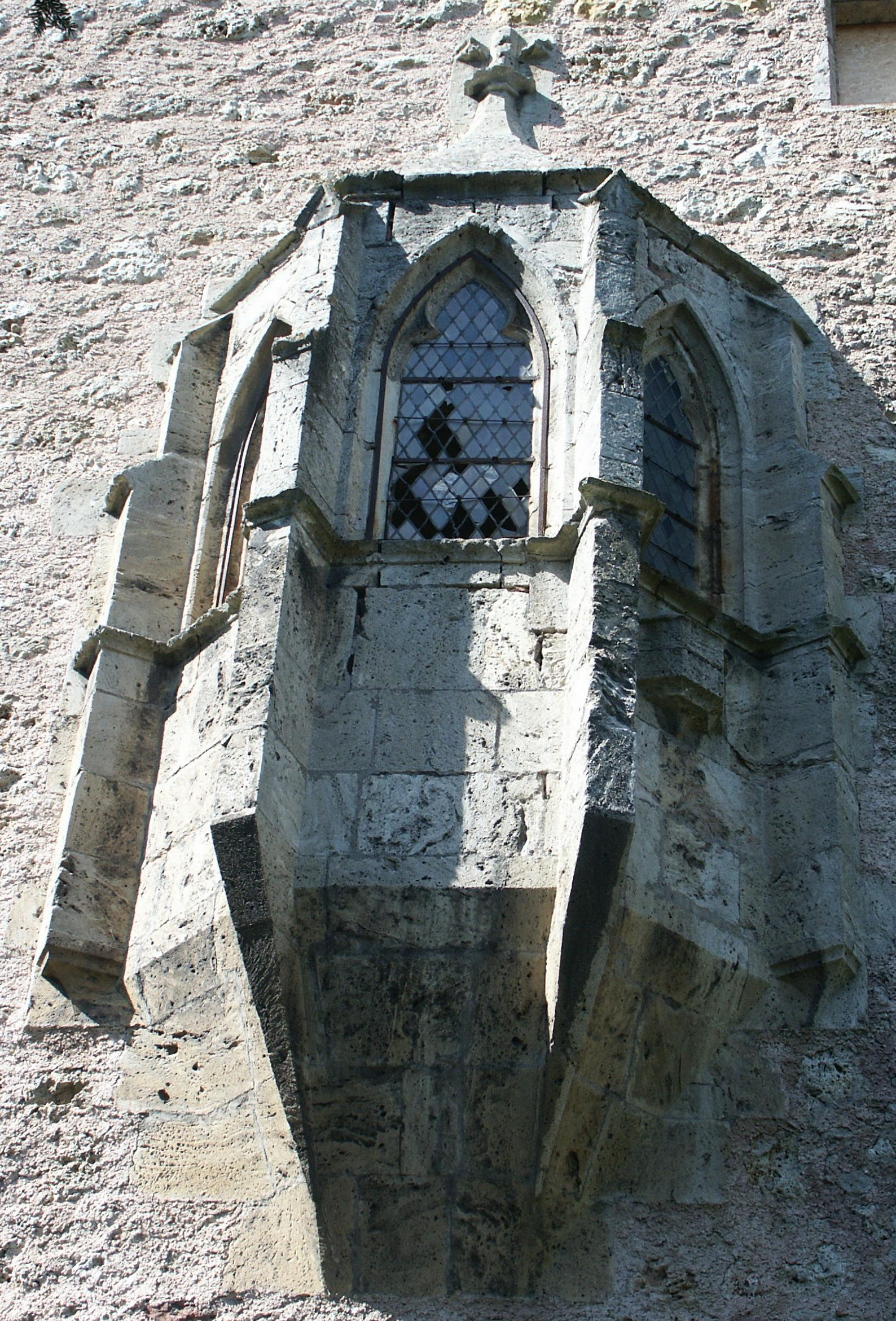
Gotischer Kapellenerker als Burgkapelle

Dem Uhrzeigersinn folgend, steht auf der anderen Hofseite im Südosten der Anlage das größte noch erhaltene Gebäude der Burg. Es ist ein heute vierstöckiger Wohnturm. Der Bau wurde um 1375 begonnen und 1555 zu dem Wohnturm ausgebaut, wie er heute noch zu sehen ist.
Die östliche Seite ist dem Berg zugewandt und war damit die Hauptangriffsseite. Diese Seite wurde bei Burgen besonders stark befestigt. An den Kronen der Außenwände dieses Gebäudes lassen sich im Osten Spuren feststellen, die vermuten lassen, dass das Gebäude einmal höher war. Dort, wo die Burgmauer auf das Gebäude stößt, erkennt man noch heute, dass die Burgmauer ebenfalls um einiges höher war. Die starken Verriegelungsvorrichtungen an dem Gebäudeportal, die man heute noch außen und innen an den Wänden erkennen kann, sind typisch für einen wehrhaften Wohnturm, der auch die Aufgabe des Bergfrieds erfüllte.
Im zweiten Stock befindet sich ein Saal mit einem nach Osten ausgerichteten gotischen Kapellenerker, dessen steinernes Dach in eine Kreuzblume ausläuft. Der aus fünf Seiten eines Achtecks geschlossene Raum ist von einem Kreuzgewölbe überdeckt, dessen doppelhohlkehlprofilierte Rippen gegen einen drei Eichenblätter tragenden Schlussstein verlaufen.
Im Innern, rechts neben dem Erker, befindet sich ein Stuckfries an der Wand, das die Wappen von Boyneburg-Hohenstein, von Trumbach und von Treusch-Buttlar zu Brandenfels zeigt.

### Weitere Gebäude auf der südlichen Burgseite

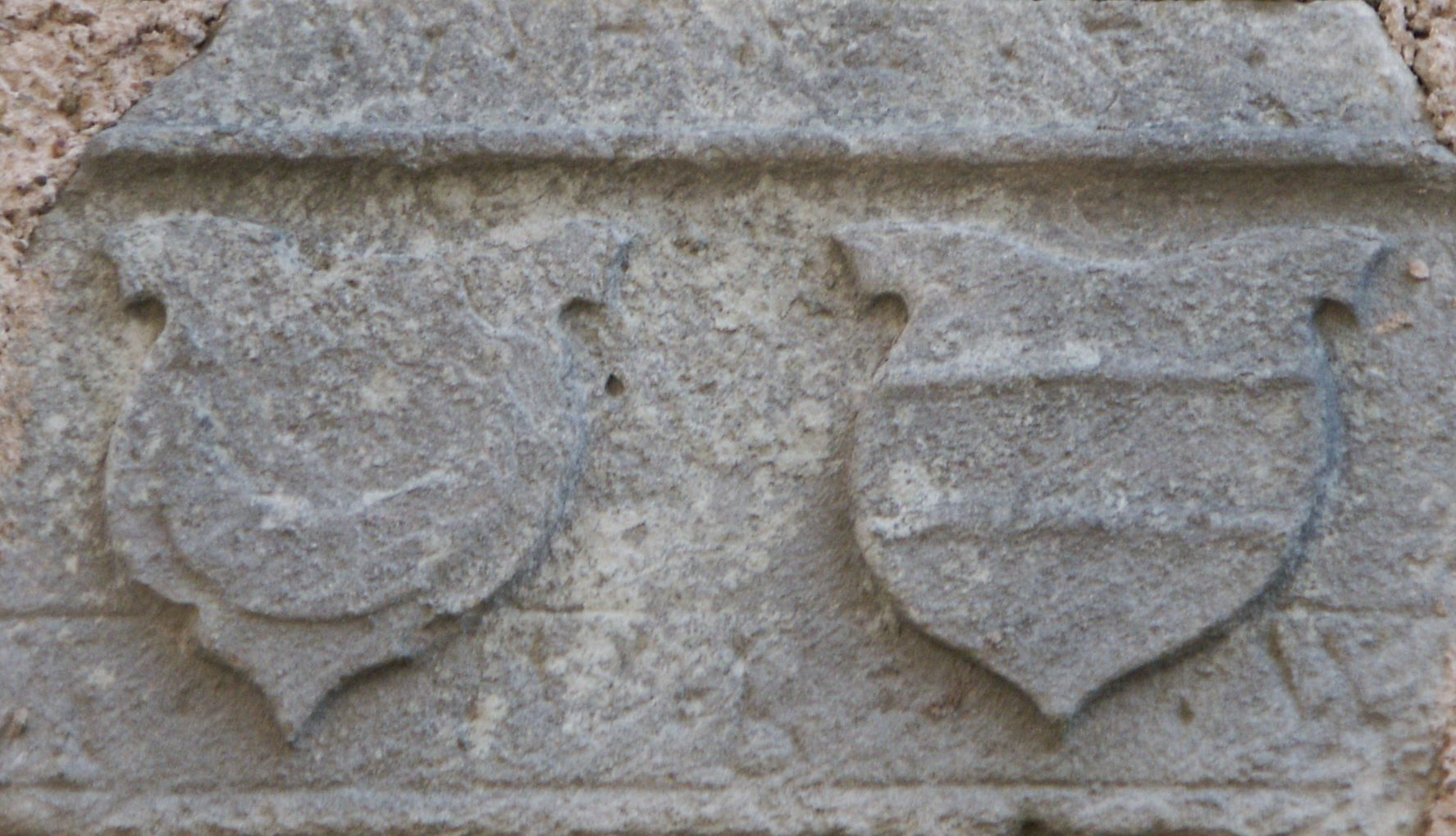
Wappenstein, links das Wappen derer von Baumbach und rechts das derer von Hundelshausen

Daneben, weiter im Westen, befindet sich ein weiterer ehemaliger Wohnbau, der heute die Wirtschaftsräume der Burg beherbergt. Über dem Hofportal dieses Gebäudes stand die Jahreszahl 1543, darunter die Wappen von Baumbach (auf blauem Grund, eine liegende silberne Sichel über deren Spitzen zwei goldene Sterne stehen) mit den Initialen A V und das Wappen von Hundelshausen mit den Initialen B W.
Direkt rechts neben dem Eingang steht heute das ehemalige Burgwartshaus, das um 1690 neu aufgemauert wurde. Das zweistöckige Gebäude weist an der Innenhoffassade, über einem Erdgeschoss aus Kalksinterstein, eine Fachwerkfront auf. Hier ist heute im Erdgeschoss das Burgwirtshaus untergebracht, dessen Außenbereich gegenüber auf dem Bereich der alten Kemenate liegt. Bei den Sanierungsarbeiten ist in der Westmauer eine vermutlich romanische Arkadenreihe freigelegt worden.
Auf der bergzugewandten Seite der Anlage, im äußersten Südosten, stehen noch die letzten Reste des Zwingers mit Zinnen, Schießscharten und noch erkennbarem Wachgang. Im Süden vor der ehemaligen Zwingermauer, unterhalb der Burg, stehen noch die Außenmauern eines Gebäudes mit drei Toren. Dies war vermutlich ein Gebäude der landgräflichen Domäne. Es bestehen jedoch auch Anhaltspunkte, dass das Gebäude in Verbindung mit dem Handelsverkehr aus Erfurt stand.

## Geschichte

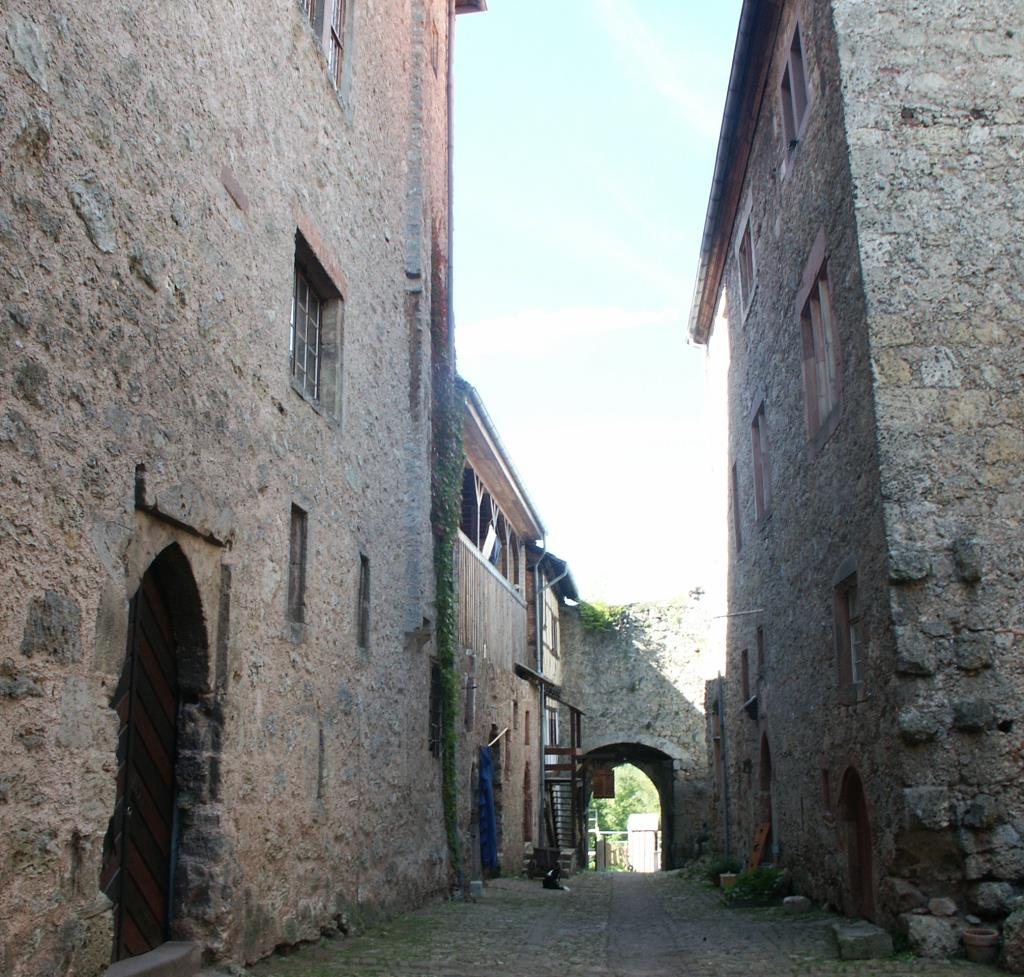
Innenhof der Burg, von Osten auf den Eingang im Westen fotografiert, links das Hofportal zum Wohnturm

Alt-Tannenburg auf der „alten Kuppe“, wurde vermutlich vom Hersfelder Abt errichtet, nachdem die Abtei im Jahre 1003 von König Heinrich II. den Wildbann für den Reichsforst „Eherinevirst“ (Knüllgebirge und Seulingswald) erhalten hatte. Die Burg hatte zu dieser Zeit den Zweck, den nördlichen Teil des Reichsforstes zu kontrollieren. Damit einhergehend war der Lehnsmann im Auftrag des Lehnsherren auch für die Sicherheit und das Geleit auf der durch den nahen Seulingswald verlaufenden Altstraße durch die Kurzen Hessen verantwortlich.

### Das 14. Jahrhundert
Nach dem thüringisch-hessischen Erbfolgekrieg befand sich die Burg in heftig umkämpften Grenzland. Es ist anzunehmen, dass sich der Abt daher um 1300 entschied, die Burg auf dem etwas weiter östlich gelegenen Bergsporn neu zu errichten. Die Gründe waren wohl eine leichter zu verteidigende Lage und das größere Platzangebot.
Ludwig I. von Baumbach († 1357), der seit 1329 die Ritterwürde besaß, hatte diese Burg vom Hersfelder Abt zum Lehen erhalten. Ab wann er das Lehen innehatte, ist nicht bekannt. Es ist aber anzunehmen, dass er das Lehen spätestens seit der Zeit besaß, als seine Söhne ihre Lehensanteile an der Burg Rotenburg am 1. September 1338 an das Kloster Breitenau verkauften. Sie erwarben dafür freie Güter in Nentershausen. Dies war der Ursprung des Gutshofes derer von Baumbach im Tal. Die Familie von Baumbach hatte in „Nentershusen“ und den umliegenden Dörfern die hohe und niedere Gerichtsbarkeit inne. Erst 1578 mussten sie die hohe Gerichtsbarkeit an den hessischen Landgrafen abtreten, die niedere Gerichtsbarkeit wurde 1806 aufgehoben (die Gerichtslinde steht noch in Nentershausen).
Im Jahr 1347 geriet Ludwig I. wegen einiger Besitzungen im Seulingswald in Konflikte mit dem Landgrafen Heinrich II. von Hessen. Beide unterschrieben im Jahre 1348 einen Vergleich, in dem die Burg als „das hus tzu deme Thannberg“ das erste Mal erwähnt wurde.
Vor der damaligen Burg stand eine ältere Kapelle, die der Parochialkirche von Renda zugehörte (wahrscheinlich auch die erste Pfarrkirche für Nentershausen). Am 5. August 1349 wurde in einer Urkunde „die Trennung des Altars auf dem Tannenberg“ gestattet (der Altar wurde in die bestehende Taufkapelle im Tal gebracht). Der Abt von Hersfeld, Johann II. von Elben, bestätigte dies formell im Jahre 1356. Die Kapelle wurde laut dem Nentershäuser Chronisten Pfarrer Kollmann im Jahre 1539 wieder errichtet.
Im Jahr 1360 belehnte Abt Johann II. den hessischen Landgrafen mit der Burg, der es als Afterlehen an die Baumbachs weitergab. Am 29. Januar 1365 belehnten Landgraf Heinrich II. und sein Sohn Otto die Baumbachs erneut. In dem Vertrag wurde festgehalten, dass dem Landgrafen die Burg gegen alle Feinde offenstehen und nie entzogen werden sollte. Der Landgraf benötigte die Burg, um sein Gebiet gegen die Landgrafen von Thüringen zu verteidigen.
1371 schloss die Stadt Erfurt einen Schutzvertrag mit den Baumbachs, um ihre Handelsleute auf der nahen Altstraße Durch die Kurzen Hessen schützten zu können, die durch den Seulingswald führte. Ein Weg wich von der Straße zur Burg hin ab. Dort hatten die Kaufleute Schutz und Unterkunft und warteten ab, bis sich Handelszüge in die gewünschte Richtung bildeten. Die Baumbachs erhielten dafür einen jährlichen Sold und Baugeld, um die Burg erhalten zu können.
Im Jahre 1372 standen die Baumbachs im Bunde mit dem hessischen Landgrafen gegen den Sternerbund, aber schon 1374 erklärte der Landgraf den Baumbachs die Fehde. Dieser Konflikt brach aus, als der Fuldaer Abt Konrad IV. von Hanau den Herren von Baumbach die Lehen über die Dörfer Uffhausen (heute Ortsteil von Großenlüder) und Weißenborn (heute Ortsteil von Ottrau) entzog. Nachdem die Baumbacher mit Hilfe von Erfurter Söldnern fuldischen Besitz überfallen hatten, beschwerten sich fuldische Bürger beim Landgrafen. Dieser stellte sich auf die Seite des Klosters Fulda. Hessische und fuldische Truppen belagerten daraufhin die Burg. Die Lagerplätze der Belagerer sind heute noch an den Namen der Flurstücke ersichtlich. Das Flurstück, auf dem die Hessen ihre Schanzen aufbauten, heißt Hesslers oder Hessenschanze. Es befindet sich auf dem Hang südlich gegenüber der Burg. Der Lagerplatz der Fuldaer heißt Buchenstein (abgeleitet vom Altgau Buchonia) und befindet sich auf dem Hang nördlich gegenüber der Burg. Die Burg wurde nicht erobert und an der Burg entstanden keine größeren Schäden, aber viele Baumbachsche Dörfer in der näheren Umgebung wurde zerstört und blieben wüst. Der Streit endete durch eine Sühnezahlung der Baumbachs im Jahr 1375.
Später schlossen sich die Baumbachs 1385 im Sternerkrieg den Sternern an. Landgraf Hermann II. reagierte, in dem er ihnen 1386 das Gericht Ulfen (heute Stadtteil von Sontra) entzog. Der Konflikt schwelte weiter, bis der Landgraf im Jahr 1392 im Bunde mit Fulda und einigen begüterten Rittergeschlechtern aus der Region erneut gegen die Tannenburg vorging. Der Landgraf versprach seinen Verbündeten die Burg für 1800 Gulden und auf drei Jahre. Die Burg konnte aber erneut gegen die Angreifer gehalten werden. Die Burg überstand auch weitere Fehden im 15. und 16. Jahrhundert und den Dreißigjährigen Krieg unbeschadet. Hierbei kam der Burg wohl zugute, dass sie nicht direkt an der oben erwähnten Handelsstraße lag.

### Neuzeit und Gegenwart
Durch Erbteilung und den Verkauf an den Landgrafen in den Jahren 1698 und 1738 verblieb der Tannenburger Linie der Baumbachs nur noch ein Besitzanteil von 3/16 an der Burg. Die Baumbachs zogen schon im Jahr 1698 in ihr Herrenhaus auf ihrem Gutshof im Tal. In den folgenden 200 Jahren waren in dem Wohnturm Bergarbeiter der Kupfer- und Kobaltwerke und Landarbeiter der landgräfliche Domäne untergebracht. In den nächsten Jahrhunderten verfielen die nicht mehr genutzten Gebäude der Burg.
Ein im Jahre 1903 gegründeter Familienverband, der alle Linien derer von Baumbach vereinigte, kaufte ihre Stammburg vom Staat zurück, um sie vor dem endgültigen Verfall zu retten. In dieser Zeit wurden erste Restaurierungsarbeiten an der Burg vorgenommen. Im Dritten Reich war das Burgwartshaus Herberge des Bundes Deutscher Mädel, und nach dem Krieg war dort eine Jugendherberge untergebracht.
In den 1980er Jahren unternahm die Familie von Baumbach einen Versuch, die Burg in ein Hotel umzubauen. Dabei wurde viel mittelalterliches Interieur zerstört, so auch das Treppenhaus im Wohnturm. Dieses Unternehmen wurde aber wegen unzureichender Geldmittel abgebrochen. In dieser Zeit war im ehemaligen Marstall das Heimat- und Bergbaumuseum untergebracht (heute im ehemaligen Amtsgericht in Nentershausen).
Heute ist die Burg im Besitz des „Vereins der Freunde des Tannenbergs“ in Nentershausen. Seit 1995 werden wieder umfangreiche Restaurierungsarbeiten vorgenommen. Seit 2002 gibt es eine mittelalterliche Erlebnisgastronomie im Wohnturm und im ehemaligen Burgwartshaus. Im ehemaligen Marstall sind die Wohnung des Burgverwalters (Vogt) und das Büro der Betriebsgesellschaft untergebracht.
Die Burg ist Ausgangs-/Zielort auf dem Fernwanderweg Werra-Burgen-Steig Hessen (X5H).